# Tolar (Texas)
Tolar è una città degli Stati Uniti d'America, situata nello Stato del Texas, nella Contea di Hood.
La città deve il nome al capitano Alfred H.H. Tolar (1845 - 1927)

## Storia

### I primi insediamenti
La Contea di Hood venne istituita il 1º novembre 1866 e, dopo tre tornate elettorali la città di Granbury venne scelta come sede della contea.
La zona era già fortemente abitata prima della fondazione della città e della contea stessa, in particolare i primi coloni si insediarono nella zona zona della valle di Paluxy, nella zona sud-est dell'attuale Tolar, vicino il cimitero Powell, nell'area di Antioch e, ovviamente, nell'area attualmente designata come Tolar.
Stando a quanto riportato da Janet L. Saltsgiver, autrice di "Tour della valle dei dinosauri e della città di Paluxy", la valle ebbe molti abitanti, già a partire dagli anni '40 del 1800, attratti dalle fertili terre circostanti il fiume Paluxy.
L'abbondanza di acqua facilitò l'agricoltura e la costruzione di un mulino fu un richiamo importante per le persone che, percorrendo anche molti kilometri, erano disposte addirittura ad accamparsi fuori città per poter usufruire delle macine.
Nel 1920 Ray Shaver, uno studente di Tolar, scrisse un saggio circa gli insediamenti nell'area di Antioch intervistando gli anziani che testimoniarono di essersi trasferiti li prima della fondazione di Tolar e asserirono che, nell'area, erano presenti almeno tre scuole e una chiesa.
Le persone si trasferirono nella zona dopo la Guerra di Secessione in cerca di zone coltivabili e si stanziarono vicino alle sorgenti dello Squaw Creek, nei pressi del vecchio insediamento Barton, nei terreni attualmente di proprietà della famiglia Lofton. 
Sul finire degli anni '50 del 1800 il guardiaboschi "Uncle Billy" Powell bonificò e iniziò a coltivare l'area a circa tre miglia a sud-est di Tolar, fondando l'insediamento di Amulet, in cui erano presenti una scuola e la Chiesa Cristiana di Amulet, ora Chiesa di Cristo di Tolar, entrambe poi trasferite a Tolar.
Sul finire del 1881, John R. Powell, figlio di "Uncle Billy", si trasferì nella zona dell'attuale Tolar e aprì un emporio dove ora sorge la chiesa.
Il suo emporio fu il primo esercizio commerciale in Tolar, in seguito anche G.W. Fitzburg aprì un negozio e, infine anche il colonnello W.L. McGaughrey, un ex "Land Commissioner", si trasferì nella zona in cerca di affari e donò alla municipalità i terreni su cui era stata costruita la scuola. 

### L'arrivo della ferrovia
Nel 1889 la costruzione della ferrovia Fort Wort - Rio Grande interessò l'area tra Tolar e Bluff Dale arrivando, in seguito fino a Brownwood.
L'arrivo della ferrovia segnò un momento di prosperità per l'area, venne istituito un servizio postale, il cui primo ufficiale fu John R. Powell, che garantì un transito stabile della corrispondenza e un facile mezzo per la circolazione delle merci, si assistette all'apertura di magazzini, il primo fu di un certo Dorethy, e la nascita delle cosiddette "Snipe Gang", squadre di operai deputati alla manutenzione della ferrovia di cui l'unico membro noto è Earnest Newman, nonno di Richard O'Neal.
Benché il lavoro fosse particolarmente duro si riporta che il salario fosse superiore alla media e ciò garantì un ulteriore benessere alla città. 
La società ferroviaria chiamò la stazione "Squaw Creek" ma alcun cittadini, scontenti della scelta, si incontrarono per discuterne e, secondo "The Handbook of Texas" il colonnello McGaughey suggerì di intitolare l'insediamento Tolar, in onore del suo amico il capitano Alfred H.H. Tolar, eroe della guerra di secessione ed editore di Huston. 

### Tolar dopo il 1900
Nel 1909 la città venne quasi completamente distrutta da un grosso incendio che lasciò intatti solo quattro edifici, in seguitò vennerò costruiti solo edifici in pietra anche se, nel 1923, un nuovo incendio distrusse due dei nuovi edifici in pietra.
Nel 1910 la città venne istituzionalizzata, vennero eletti gli ufficiali pubblici e il sindaco, coi consiglieri, si impegnò per il miglioramento della cittadina.
Nacquero una banca un hotel, diversi ristoranti e negozi; a livello industriale si segnala la presenza di una sgranatrice di cotone nei pressi della Chiesa Metodista vicino alla Highway 56, una di fronte all'attuale Quick Stop Store e una vicino alla ferrovia, presso l'abitazione di Max Meyer.
In città erano presenti anche un ufficio telefonico e l'officina del fabbro in cui lavorò per anni Leek O'Neal.
Negli anni '20 il sindaco Frank Curl, il consigliere Aze Eddleman e R.P. Campbell si adoperarono per avere l'allacciamento della città alla rete elettrica e, un nuovo consiglio comunale, negli anni '70 ottenne un miglioramento dell'acquedotto e delle fognature.